# Villemain

Villemain este o comună în departamentul Deux-Sèvres, Franța. În 2009 avea o populație de 171 de locuitori.